# Observatoire européen des médias numériques
L'Observatoire européen des médias numériques (EDMO) est à la fois le nom d'un consortium indépendant et de sa plateforme collaborative indépendante, créés en juin 2020, sous l'égide de l'Union européenne, et financée par celle-ci, pour lutter contre la désinformation.
L'Observatoire européen des médias numériques aide les vérificateurs de faits, des experts du domaine de l'éducation aux médias, des chercheurs universitaires et d'autres acteurs qui travaillent à débusquer les fausses informations qui circulent en ligne. Il a été créé pour suivre et analyser les tendances et les développements relatifs à ce sujet et « servir de point de référence en matière de données et de politiques en matière de désinformation, de confiance du public, d'éducation aux médias et d'information de qualité ».
C'est aussi un espace de dialogue et de partage de connaissances permettant à différents acteurs de travailler ensemble pour développer de nouvelles méthodes de détection et de lutte contre la désinformation. Il est basé à l'École de gouvernance transnationale de l'Institut universitaire européen (EUI) de Florence, en Italie.

## Histoire
L'Observatoire européen des médias numériques est l'une des réponses de l'Union européenne au scandale Facebook-Cambridge Analytica/AggregateIQ et à l'augmentation de la désinformation en ligne, notamment mis en évidence par le « rapport du groupe d'experts de haut niveau sur la désinformation » (2018), commandé et publié par la Commission européenne. Ce rapport fait suite à la création d'un groupe de travail composé d'experts issus de divers horizons (société civile, plateformes de médias sociaux, organes de presse, etc.) chargés d'étudier en profondeur le phénomène de désinformation en ligne.
L'EDMO a été créé en réponse à la nécessité de coordonner les efforts des différents acteurs impliqués dans la lutte contre la désinformation à l'échelle européenne, parallèlement au règlement sur les services numériques de l'Union européenne (qui vise à « rendre le monde en ligne plus sûr »), car comptant chacune plus de 45 millions d'utilisateurs actifs par mois dans l'Union européenne. À ce titre, ces deux plateformes en ligne doivent se conformer aux obligations qui les concernent dans le règlement sur les services numériques, dans les quatre mois après leur désignation, c'est-à-dire fin août 2023. En outre, le règlement sur les services numériques, qui vise notamment à « protéger les citoyens européens contre la désinformation ciblée et la manipulation par des pays tiers » s'applique à tous les intermédiaires en ligne dans l'Union européenne à partir du 17 février 2024.
Le projet a bénéficié du soutien financier de la Commission européenne, soulignant ainsi l'importance qu'accorde l'Union européenne à la lutte contre les fausses nouvelles. C'est en 2024  la plus grande communauté interdisciplinaire de l'Union européenne contre la désinformation.

## Mission et objectifs
En complément de l'Observatoire européen de l'audiovisuel (OEA), l'EDMO cherche à identifier et comprendre les vulnérabilités spécifiques des médias numériques, pour agir sur elles.
Ses missions consistent notamment à :
- identifier les fausses nouvelles : grâce à des outils et des méthodes spécifiques, l'EDMO peut détecter rapidement les informations erronées ;
- favoriser la collaboration sur le thème de la lutte contre la désinformation : l'observatoire met en relation les différents acteurs du domaine, facilitant leurs échanges et les projets communs ;
- renforcer la résilience démocratique : en facilitant la collaboration entre les vérificateurs de faits, les chercheurs et les plateformes en ligne, l'EDMO vise à renforcer la résilience des démocraties européennes face à la désinformation ;
- sensibiliser le public : l'EDMO, via son site Web notamment, contribue à informer les citoyens sur les risques liés à la désinformation, et à leur apprendre à distinguer les faits des rumeurs. Il promeut aussi la connaissance scientifique disponible sur la désinformation en ligne.

L'EDMO promeut, entre autres principes : « l'éthique des médias indépendants et les modèles de revenus comme pilier de la démocratie et premier antidote contre la désinformation ; des financement, propriété et modèles d'affaires transparents ; des conditions de concurrence équitables en matière de responsabilités applicables à tous les médias numériques, y compris les fournisseurs par contournement (…) ; Une réglementation appropriée pour aider à rééquilibrer l'écosystème de l'information, qu'il s'agisse d'autorégulation, de corégulation ou d'autres initiatives législatives ».

## Activités et services
L'Observatoire collecte, traite et diffuse des informations sur la désinformation colportée et souvent amplifiée par les médias numériques dans les États membres et au niveau international. Ses activités incluent la publication de rapports, de statistiques, d'analyses, de proposition ; l'organisation de conférences et d'ateliers. L'EDMO publie une Note mensuelle de vérification des faits, et gère une base de données en ligne et offre des services de consultation.
Parmi les sujets traités figurent, par exemple les fausses nouvelles dans le contexte du dérèglement climatique, d'élections ou référendums, des vaccins, de la Covid-19, de catastrophes et situations d'urgence.

## Structure et gouvernance
L'EDMO, géré par un conseil exécutif et un conseil consultatif indépendant, est situé à proximité du Centre pour le pluralisme et la liberté des médias et il inclut le Datalab de l'université d'Aarhus. Les membres du conseil consultatif y siègent à titre personnel (et non comme représentant d'une organisation ou d'une entreprise) ; ils doivent respecter des contraintes de transparence et signaler d'éventuels conflits d'intérêts, conformément à la Charte de l'organe de gouvernance.
Le noyau central d'EDMO (EDMOeu) s'appuie sur un réseau de 14 « hubs » (pôles, têtes de réseaux) nationaux ou multinationaux, actifs dans 28 pays de l'Union européenne et de l'Espace économique européen, et tous « indépendants de toute autorité publique nationale ou européenne », selon l'EDMO. Chacun de ces pôles, dans la juridiction qu'il couvre, a pour mission de :
1. Détecter et analyser les campagnes de désinformation, ainsi que produire du contenu pour aider les médias grand public et locaux et les autorités publiques à dénoncer les campagnes de désinformation nuisibles ;
2. Organiser des activités d'éducation aux médias au niveau national ou multinational ;
3. Fournir un soutien aux autorités nationales pour le suivi des politiques des plateformes en ligne et de l'écosystème des médias numériques.

Les 14 pôles de l'EDMO sont (en 2024) :
- admo - observatoire des médias numériques adria
- becid - centre d'engagement balte pour la lutte contre les troubles de l'information
- benedmo - observatoire belgo-pays-bas des médias numériques et de la désinformation
- brod - observatoire bulgaro-roumain des médias numériques
- cedmo - observatoire des médias numériques d'europe centrale
- de facto - observatoire de l'information et des médias
- edmo belux - pôle de recherche belgo-luxembourgeois sur les médias numériques et la désinformation
- edmo irlande
- gadmo - observatoire germano-autrichien des médias numériques
- hdmo - hub hongrois de lutte contre la désinformation
- iberifier - centre ibérique de recherche et de vérification des faits sur les médias numériques
- idmo - observatoire italien des médias numériques
- meddmo - observatoire méditerranéen des médias numériques
- nordis - observatoire nordique des troubles liés aux médias numériques et à l'information

## Partenariats, réseaux, groupes thématiques
L'EDMO collabore avec un réseau européen d'organismes et d'institutions partenaires, ainsi qu'avec des entreprises spécialisées dans les médias numériques, et travaille en lien avec les dirigeants communautaires et les autorités règlementaires nationales. La désinformation est mondiale ; l'EDMO cible d'abord l'infosphère européenne, mais « il s'attaque à la désinformation nationale et internationale et coopère avec des initiatives similaires aux niveaux mondial ».
Des groupes de travail réunissent les membres du consortium en « communautés de confiance » pour l'échange de connaissances entre experts et praticiens. Ils travaillent notamment sur les sujets suivants :
- l'éducation aux médias ;
- la recherche collaborative (sur la désinformation et sujets connexes) ;
- l'accès aux données des plateformes en ligne ;
- la vérification des faits ;
- les politiques publiques luttant mieux contre la désinformation ;
- la collaboration entre plateformes et autres acteurs de la lutte contre la désinformation ;
- l'intelligence artificielle générative, utilisée pour exacerber la désinformation, en tant que moyen de lutter contre la désinformation.

L'EPRA (plate-forme européenne des instances de régulation), créée en 1995, en tant que forum de discussions informelles et d'échanges de vues entre instances de régulation dans le secteur de l'audiovisuel en Europe, pourra bénéficier des apports de l'EDMO.

## Siège
L'EDMO est basé à l'École de gouvernance transnationale de l'Institut universitaire européen (EUI) à Florence, en Italie.